# 인천 계양산성
계양산성(桂陽山城)은 인천광역시 계양구 계산동 계양산 동쪽 능선에 있는 돌로 쌓은 성으로, 고산성이라고도 부른다. 1992년 5월 15일 인천광역시의 기념물 제10호로 지정되었다. 문화재청은 2020년 5월 22일 국가지정문화재 사적 제556호로 지정했다.

## 개요
성을 쌓은 정확한 시기는 알 수 없으나, 삼국시대에 축조된 것으로 알려져 있다. 《증보문헌비고》의 〈관방성곽조〉에 의하면 성둘레가 1937보(步)라고 기록되어 있다. 1530년의 《신증동국여지승람》에는 "계양산 고성은 석축으로 둘레가 1,937척으로 지금은 무너져 내렸다"라고 기록되어 있다. 2006년 5월 현재 동문과 북문 및 수문이 존재하던 터가 남아 있는데, 성 내부에는 헬기장과 체육 시설 등이 들어서 성은 많이 훼손되었다. 2015년 8월에는 방축동 49-3에 위치한 치(雉)가 '토심석축기법'으로 축조되었음이 드러났다.
10차례의 학술조사를 통해 한성백제 시기의 목간과 원저단경호(둥근바닥 항아리)와 함께 통일신라 시대의 대표적인 토기인 인화문(찍은 무늬) 토기 등의 유물이 발굴됐다. 화살촉·문확쇠·자물쇠·쇠솥·동곶(대패의 덧날막이)·철정(덩이쇠) 등 다양한 금속유물들도 출토됐다..
2020년 5월 28일 계양산성 박물관이 개관했다.

## 갤러리

## 현지 안내문
이 성은 계양산(해발 395m) 중턱에 있는 삼국시대의 퇴뫼식 산성이다. 한강 하류 초입에 위치하고 있기 때문에 백제와 고구려, 신라의 중요한 군사거점이었고 고려시대에 와서도 군사적, 경제적으로 중요한 역할을 담당하였던 곳이다. 조선시대에는 부평도호부와 불과 2리 밖에 있는 산성으로서 역사, 교통, 통신, 전략면에서 매우 중요한 지역이다. 산성의 둘레는 약 1.2km이고, 성벽의 외부는 잘 다듬은 돌로 약 5m 높이로 쌓아올리고, 내부는 흙으로 쌓았다.

## 같이 보기
- 계양산

## 참고 자료
- 계양산성 - 국가유산청 국가유산포털